# جنگل‌های مرطوب حاره‌ای مجمع‌الجزایر مالدیو–لاکشادویپ–چاگوس
جنگل‌های مرطوب حاره‌ای مجمع‌الجزایر مالدیو–لاکشادویپ–چاگوس (انگلیسی: Maldives–Lakshadweep–Chagos Archipelago tropical moist forests) بوم‌ناحیه‌ای در جنگل‌های پهن‌برگ مرطوب حاره‌ای و جنب‌حاره‌ای در جنوب آسیا است. این بوم‌ناحیه زنجیره‌ای از جزایر مرجانی در اقیانوس هند شامل لاکشادویپ از قلمروهای هند، مالدیو یک کشور مستقل و مجمع‌الجزایر چاگوس از قلمروهای فرادریایی بریتانیا در اقیانوس هند را در بر می‌گیرد.